# Olympische Winterspiele 2014/Teilnehmer (Belgien)
| Gelbes Symbol für Goldmedaillen mit stilisierten Olympischen Ringen | Graues Symbol für Silbermedaillen mit stilisierten Olympischen Ringen | Braundes Symbol für Bronzemedaillen mit stilisierten Olympischen Ringen |
| ------------------------------------------------------------------- | --------------------------------------------------------------------- | ----------------------------------------------------------------------- |
| —                                                                   | —                                                                     | —                                                                       |

Belgien nahm an den Olympischen Winterspielen 2014 in Sotschi mit sieben Sportlern in fünf Sportarten teil. Chef de Mission war Eddy De Smedt. Alle Sportler stammten aus dem flämischen Landesteil. Die frankophone Skicross-Fahrerin Aude Aguilaniu hatte sich qualifiziert, jedoch kurz vor den Spielen verletzt. Der in Belgien geborene alpine Ski-Läufer Virgile Vandeput startete in Sotschi für Israel. Er besitzt beide Nationalitäten.

## Teilnehmer nach Sportarten

### Bob
| Athleten                                                | Event     | 1. Lauf | 1. Lauf | 2. Lauf     | 2. Lauf | 3. Lauf     | 3. Lauf | 4. Lauf     | 4. Lauf |
| Athleten                                                | Event     | Zeit    | Rang    | Zeit        | Rang    | Zeit        | Rang    | Zeit        | Rang    |
| ------------------------------------------------------- | --------- | ------- | ------- | ----------- | ------- | ----------- | ------- | ----------- | ------- |
| Elfje Willemsen Hanna Mariën; Annelies Holthof (Ersatz) | Zweierbob | 57,92 s | 4       | 1:55,94 min | 4       | 2:54,27 min | 6       | 3:52,57 min | 6       |

### Eiskunstlauf
| Athleten        | Event  | Kurzprogramm | Kurzprogramm | Kürtanz | Kürtanz | Total  | Total |
| Athleten        | Event  | Punkte       | Rang         | Punkte  | Rang    | Punkte | Rang  |
| --------------- | ------ | ------------ | ------------ | ------- | ------- | ------ | ----- |
| Jorik Hendrickx | Männer | 72,52        | 16           | 141,52  | 15      | 214,04 | 16    |

### Eisschnelllauf
| Athleten       | Wettbewerb | Zeit         | Rang |
| -------------- | ---------- | ------------ | ---- |
| Männer         |            |              |      |
| Bart Swings    | 1000 m     | 1:10,14 min  | 23   |
| Bart Swings    | 1500 m     | 1:45,95 min  | 10   |
| Bart Swings    | 5000 m     | 6:17,79 min  | 4    |
| Bart Swings    | 10.000 m   | 13:13,99 min | 5    |
| Frauen         |            |              |      |
| Jelena Peeters | 1500 m     | 1:59,73 min  | 20   |
| Jelena Peeters | 3000 m     | 4:10,87 min  | 12   |

### Freestyle-Skiing
| Athleten      | Wettbewerb | Qualifikation | Qualifikation | Finale             | Finale             | Rang |
| Athleten      | Wettbewerb | Punkte        | Rang          | Punkte             | Rang               | Rang |
| ------------- | ---------- | ------------- | ------------- | ------------------ | ------------------ | ---- |
| Frauen        |            |               |               |                    |                    |      |
| Katrien Aerts | Halfpipe   | 54,40         | 17            | nicht qualifiziert | nicht qualifiziert | 17   |

### Snowboard
| Athleten    | Wettbewerb | Qualifikation | Qualifikation | Halbfinale | Halbfinale | Finale             | Finale             | Rang |
| Athleten    | Wettbewerb | Punkte        | Rang          | Punkte     | Rang       | Punkte             | Rang               | Rang |
| ----------- | ---------- | ------------- | ------------- | ---------- | ---------- | ------------------ | ------------------ | ---- |
| Männer      |            |               |               |            |            |                    |                    |      |
| Seppe Smits | Slopestyle | 91,00         | 6             | 84,50      | 5          | nicht qualifiziert | nicht qualifiziert | 13   |